# Stazione di Nocera Superiore
La stazione di Nocera Superiore è una stazione ferroviaria ubicata sulla linea Napoli-Battipaglia e posta a servizio della città di Nocera Superiore.
L'impianto si trova nel centro della cittadina, fra le stazioni di Nocera Inferiore e Cava de' Tirreni.

## Caratteristiche
La stazione è situata sulla tratta storica, ossia quella tratta che veniva utilizzata da tutti i treni prima della creazione della galleria di Santa Lucia che unisce direttamente la stazione di Nocera Inferiore con Salerno, riducendo il tempo di percorrenza.
Lo scalo è dotato di due binari passanti muniti di banchine e uniti tra loro tramite sottopassaggio. È presente anche un fabbricato viaggiatori, inutilizzato se non per una piccola sala d'attesa.

## Traffico
La stazione è servita dai treni regionali per Salerno o Nocera Inferiore e i metropolitani da e per Napoli Campi Flegrei, i quali percorrono anche la linea 2 della metropolitana di Napoli.

## Servizi
La stazione dispone di:
- Sottopassaggio
- Sala di attesa